# Woodford United FC
Woodford United FC is een voetbalclub uit Engeland, die in 1946 is opgericht en afkomstig uit Woodford Halse. De club speelt anno 2020 in de Northamptonshire Football Combination.

## Bekende (oud-)spelers
- Jimmy Greaves
- Paul Williams

## Erelijst
- United Counties League Premier Division (1) : 2005-2006
- United Counties League Division Two (1) : 1973-1974
- Northamptonshire Combination (3) : 1965-1966, 1966-1967, 1991-1992
- Northamptonshire Combination (1) : 1965-1966

## Records
- Beste prestatie FA Cup : Derde kwalificatie ronde, 2005-2006 & 2006-2007
- Beste prestatie FA Trophy : Tweede kwalificatie ronde, 2007-2008
- Beste prestatie FA Vase : Derde ronde, 2004-2005
- Meeste toeschouwers in 1 wedstrijd : 1500 tegen Stockport County